# Badile Lubamba
Badile Lubamba (ur. 26 kwietnia 1976 w Kinszasie) – szwajcarski piłkarz pochodzenia kongijskiego występujący na pozycji obrońcy.

## Kariera klubowa
Lubamba karierę rozpoczynał w 1993 roku w szwajcarskim FC Bulle. Następnie w 1995 przeszedł do pierwszoligowego klubu Lausanne Sports. Potem grał w trzecioligowym Meyrin FC oraz drugoligowym SR Delémont, a w 1998 roku wrócił do Lausanne Sports. Na początku 1999 roku odszedł jednak do innego pierwszoligowego zespołu, FC Luzern, gdzie spędził 1,5 roku.
W połowie 2000 roku Lubamba przeszedł do FC Lugano, również grającego w ekstraklasie. Na początku 2002 roku wyjechał do Francji, by grać w tamtejszym Troyes AC z Ligue 1. Po 1,5 gry w tym klubie, wrócił do Szwajcarii, do Vevey Sports. Następnie grał w pierwszoligowych FC Sion oraz Neuchâtel Xamax, gdzie w 2006 roku zakończył karierę.

## Kariera reprezentacyjna
W reprezentacji Szwajcarii Lubamba rozegrał 2 spotkania. Zadebiutował w niej 2 września 2000 roku w przegranym 0:1 meczu eliminacji Mistrzostw Świata 2002 z Rosją. Po raz drugi w drużynie narodowej wystąpił 7 października 2000 roku w wygranym 5:1 pojedynku eliminacji Mistrzostw Świata 2002 z Wyspami Owczymi.